# Phillips Brooks
Ne doit pas être confondu avec Phillip Brooks.
Pour les articles homonymes, voir Brooks.
Phillips Brooks (13 décembre 1835 – 23 janvier 1893), était un prêtre de l'Église épiscopalienne des États-Unis.
Né à Boston, il a notamment écrit la chanson O Little Town of Bethlehem